# 李斯克里克鎮區 (阿肯色州克勞福德縣)
李斯克里克鎮區（英語：Lees Creek Township）是位於美國阿肯色州克勞福德縣的一個行政鎮區。

## 地方資料
李斯克里克鎮區的面積為157.04平方千米，當中陸地面積為156.92平方千米，而水域面積為0.12平方千米。根據2010年美國人口普查的數據，當地共有人口628人，而人口密度為每平方千米4人。